# Red Auerbach
Arnold Jacob Auerbach, detto Red (New York, 20 settembre 1917 – Washington, 28 ottobre 2006), è stato un allenatore di pallacanestro e dirigente sportivo statunitense nella National Basketball Association. Fu membro del Naismith Memorial Basketball Hall of Fame dal 1969 come allenatore.

## Carriera
Come allenatore dei Boston Celtics ottenne 9 titoli NBA, il primo nel 1957, poi otto consecutivi, dal 1959 al 1966, la più lunga striscia vincente di campionati nella storia degli sport professionistici nordamericani. Conquistato il nono titolo decise di lasciare il suo posto in panchina a Bill Russell, mantenendo il ruolo di General Manager fino al 1984, e poi di Presidente fino alla morte. Dal 1967 al 2006 i Celtics vinceranno altri 7 titoli, portando il totale degli anelli vinti da Red Auerbach a 16.
Fu per oltre quarant'anni l'allenatore più vincente nella storia della NBA. Nel 2009 venne superato da Phil Jackson, vincitore con i Los Angeles Lakers del decimo titolo personale da head coach, ma considerando i 7 titoli vinti come general manager, Auerbach è stato certamente il personaggio più vincente e carismatico della storia dell'NBA.
Nel 1980 fu nominato il più grande allenatore nella storia della NBA dalla Professional Basketball Writers Association of America.

## Statistiche

### Allenatore
| Stagione | Squadra                   | Regular Season | Regular Season | Regular Season | Regular Season | Regular Season            | Post Season                                               |
| Stagione | Squadra                   | V              | P              | % V            | G              | Posizione finale          | Post Season                                               |
| -------- | ------------------------- | -------------- | -------------- | -------------- | -------------- | ------------------------- | --------------------------------------------------------- |
| 1946-47  | Wash. Capitols            | 49             | 11             | 81,7           | 60             | 1º nella Eastern Division | Sconfitto alle Semifinali di Division dagli Stags (2-4)   |
| 1947-48  | Wash. Capitols            | 28             | 20             | 58,3           | 48             | 2º nella Eastern Division | Manca i play-off                                          |
| 1948-49  | Wash. Capitols (BAA)      | 38             | 22             | 63,3           | 60             | 2º nella Eastern Division | Sconfitto alle BAA finals dai Lakers (2-4)                |
| 1949-50  | Tri-Cit. Blackhawks (NBA) | 28             | 29             | 49,1           | 57             | 2º nella Eastern Division | Sconfitto alle Semifinali di Division dai Packers (1-2)   |
| 1950-51  | Boston Celtics            | 39             | 30             | 56,5           | 69             | 2º nella Eastern Division | Sconfitto alle Semifinali di Division dai Knicks (0-2)    |
| 1951-52  | Boston Celtics            | 39             | 27             | 59,1           | 66             | 2º nella Eastern Division | Sconfitto alle Semifinali di Division dai Knicks (1-2)    |
| 1952-53  | Boston Celtics            | 46             | 25             | 64,8           | 71             | 3º nella Eastern Division | Sconfitto alle Finali di Division dai Knicks (1-3)        |
| 1953-54  | Boston Celtics            | 42             | 30             | 58,3           | 72             | 3º nella Eastern Division | Sconfitto alle Finali di Division dai Nationals (0-2)     |
| 1954-55  | Boston Celtics            | 36             | 36             | 50,0           | 72             | 4º nella Eastern Division | Sconfitto alle Finali di Division dai Nationals (2-3)     |
| 1955-56  | Boston Celtics            | 39             | 33             | 54,2           | 72             | 2º nella Eastern Division | Sconfitto alle Semifinali di Division dai Nationals (1-2) |
| 1956-57  | Boston Celtics            | 44             | 28             | 61,1           | 72             | 1º nella Eastern Division | Campione NBA                                              |
| 1957-58  | Boston Celtics            | 49             | 23             | 68,1           | 72             | 1º nella Eastern Division | Sconfitto alle NBA finals dagli Hawks (2-4)               |
| 1958-59  | Boston Celtics            | 52             | 20             | 72,2           | 72             | 1º nella Eastern Division | Campione NBA                                              |
| 1959-60  | Boston Celtics            | 59             | 16             | 78,7           | 75             | 1º nella Eastern Division | Campione NBA                                              |
| 1960-61  | Boston Celtics            | 57             | 22             | 72,2           | 79             | 1º nella Eastern Division | Campione NBA                                              |
| 1961-62  | Boston Celtics            | 60             | 20             | 75,0           | 80             | 1º nella Eastern Division | Campione NBA                                              |
| 1962-63  | Boston Celtics            | 58             | 22             | 72,5           | 80             | 1º nella Eastern Division | Campione NBA                                              |
| 1963-64  | Boston Celtics            | 59             | 21             | 73,8           | 80             | 1º nella Eastern Division | Campione NBA                                              |
| 1964-65  | Boston Celtics            | 62             | 18             | 77,5           | 80             | 1º nella Eastern Division | Campione NBA                                              |
| 1965-66  | Boston Celtics            | 54             | 26             | 67,5           | 80             | 2º nella Eastern Division | Campione NBA                                              |
|          | Carriera                  | 938            | 479            | 66,2           | 1417           |                           |                                                           |

## Palmarès

### Allenatore
- Campionato NBA: 9

Boston Celtics: 1957, 1959, 1960, 1961, 1962, 1963, 1964, 1965, 1966
- NBA Coach of the Year (1965)
- 11 volte allenatore all'NBA All-Star Game (dal 1957 al 1967) (record)
- Incluso come allenatore ai 10 migliori giocatori nel venticinquesimo anniversario della NBA
- Incluso come allenatore agli 11 migliori giocatori nel trentacinquesimo anniversario della NBA
- Inserito tra i Top 10 Coaches in NBA History nel 1996
- Inserito tra i 15 Greatest Coaches in NBA History nel 2022

### General Manager
- Campionato NBA: 6

Boston Celtics: 1968, 1969, 1974, 1976, 1981, 1984
- NBA Executive of the Year (1980)

### Presidente
- Campionato NBA: 1

Boston Celtics: 1986